# Diábolo Ediciones
Diábolo Ediciones es una editorial española, ubicada en Madrid y especializada en cómics, que publica en España y Estados Unidos. Fundada en 2006, sus editores son Pilar Lumbreras y Lorenzo Pascual. Publica a autores nacionales como Nacho Casanova, Mauro Entrialgo, Guillermo March, Raule, José Robledo, Roger Ibáñez o Marcial Toledano en diferentes países.

## Trayectoria
En diciembre de 2006, Diábolo Ediciones editó una recopilación de la obra conjunta de José Robledo y Marcial Toledano con el título de Monito Cadáver.
En 2007, empezó a publicar en castellano la serie de género negro Jazz Maynard de Raule y Roger Ibáñez, que ya venía siendo editada en Francia por la editorial Dargaud. A finales de ese año, se hizo cargo de la revista de cómic "Cthulhu", dedicada al género de terror y cuyos dos primeros números habían sido editados con el apoyo de la Diputación de Málaga.
En octubre de 2008 recibió el galardón de "Editor del año" en los XXXII Premios Diario de Avisos por "su atrevida y valiente apuesta".
En 2009, empezó a editar la trilogía Ken Games, de Robledo y Toledano, también publicada previamente en Francia. A finales de junio de ese mismo año, dio el salto al mercado estadounidense, publicando en este país la edición en inglés de El joven Lovecraft de Bart Torres y José Oliver a través de Diamond Comic Distributors. En julio de 2010, y en coedición con la Kettle Drummer Books de Filadelfia publicó también en Estados Unidos un tomo recopilatorio de las historietas aparecidas en "Cthulhu". En 2012 empezó también a publicar en italiano y alemán.

## Premios
En 2012 obtuvo el XXXV Premio Diario de Avisos al mejor editor del año anterior.
En la 72.ª edición de las Medallas del Círculo de Escritores Cinematográficos recibió la medalla a la mejor labor literaria.